# Кетин, Ихсан
Ихсан Кетин (тур. İhsan Ketin, 10 апреля 1914, Кайсери — 16 декабря 1995, Стамбул) — турецкий геолог.

## Биография
Родился в 1914 году в Кайсери. За счёт государственного финансирования был отправлен на учёбу за границу. Учился в Берлинском и Боннском университетах, последний из них он окончил в 1938 году с докторской степенью, которую защитил под руководством Ханса Клооса. В 1938 году вернулся в Турцию и начал преподавать в геологическом институте при Стамбульском техническом университете.
Принимал участие в изучении произошедшего в 1939 году землетрясения в Эрзинджане. По итогу исследования опубликовал работу о Северо-Анатолийском разломе, за которую получил медаль Густава Штейнмана.
В 1953 году перешёл на кафедру общей геологии горного факультета Стамбульского технического университета. В 1953 году опубликовал работу, в которой сравнивались Северо-Анатолийском разлом и разлом Сан-Андреас.
В 1983 году перешёл на должность профессора-эмерита, которую он занимал вплоть до своей смерти в 1995 году.